# Milan Poredski
Milan Poredski foi um ciclista iugoslavo. Representando a Iugoslávia, competiu na prova individual e por equipes do ciclismo de estrada nos Jogos Olímpicos de Verão de 1948, disputadas na cidade de Londres, Grã-Bretanha.